# FRAC Nord-Pas de Calais

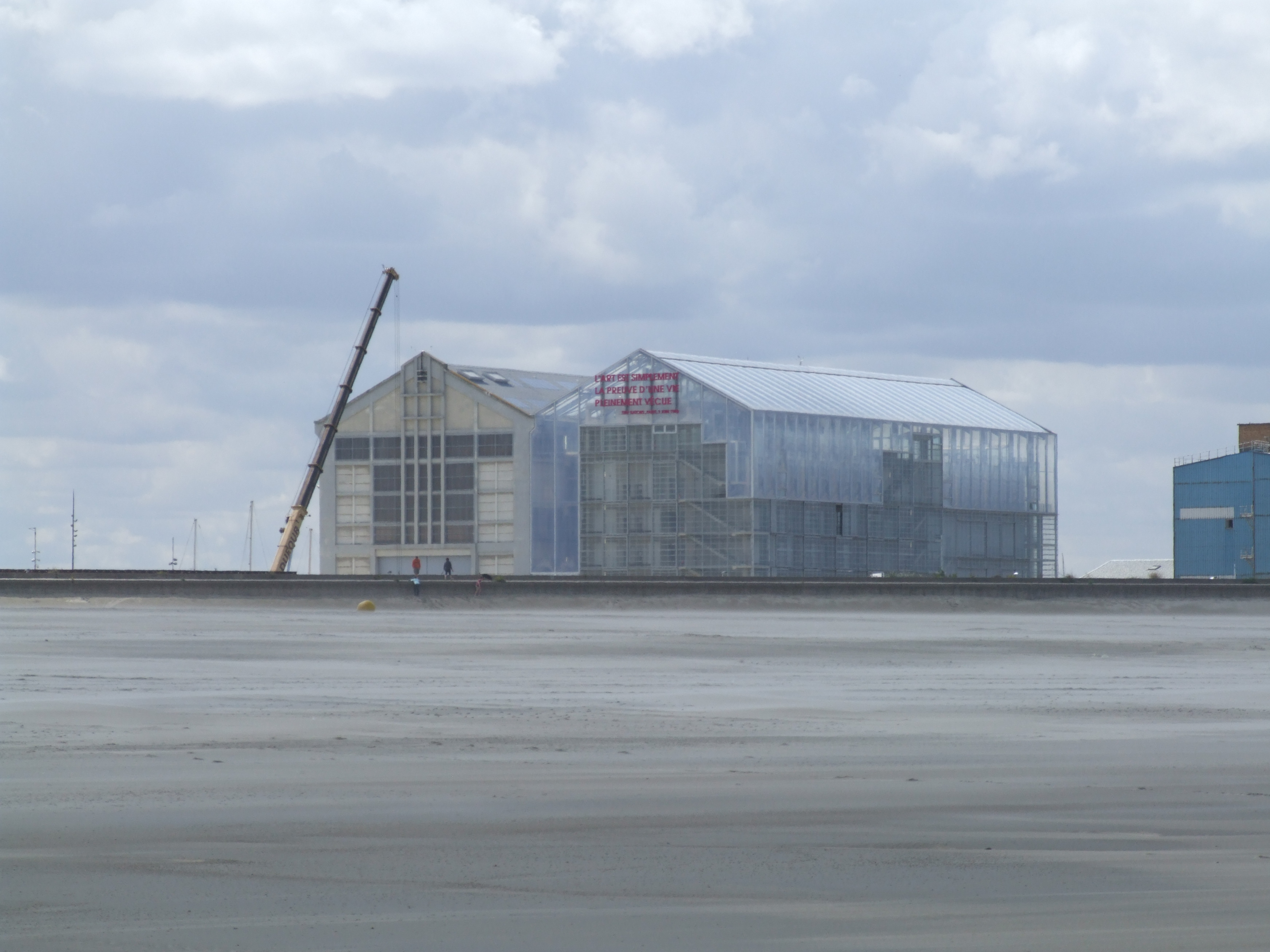
Blick auf den FRAC Nord-Pas de Calais vom Strand von Malo-les-Bains. Links die Werfthalle, rechts der gleich große, moderne Anbau mit seinen fünf Ebenen im Inneren

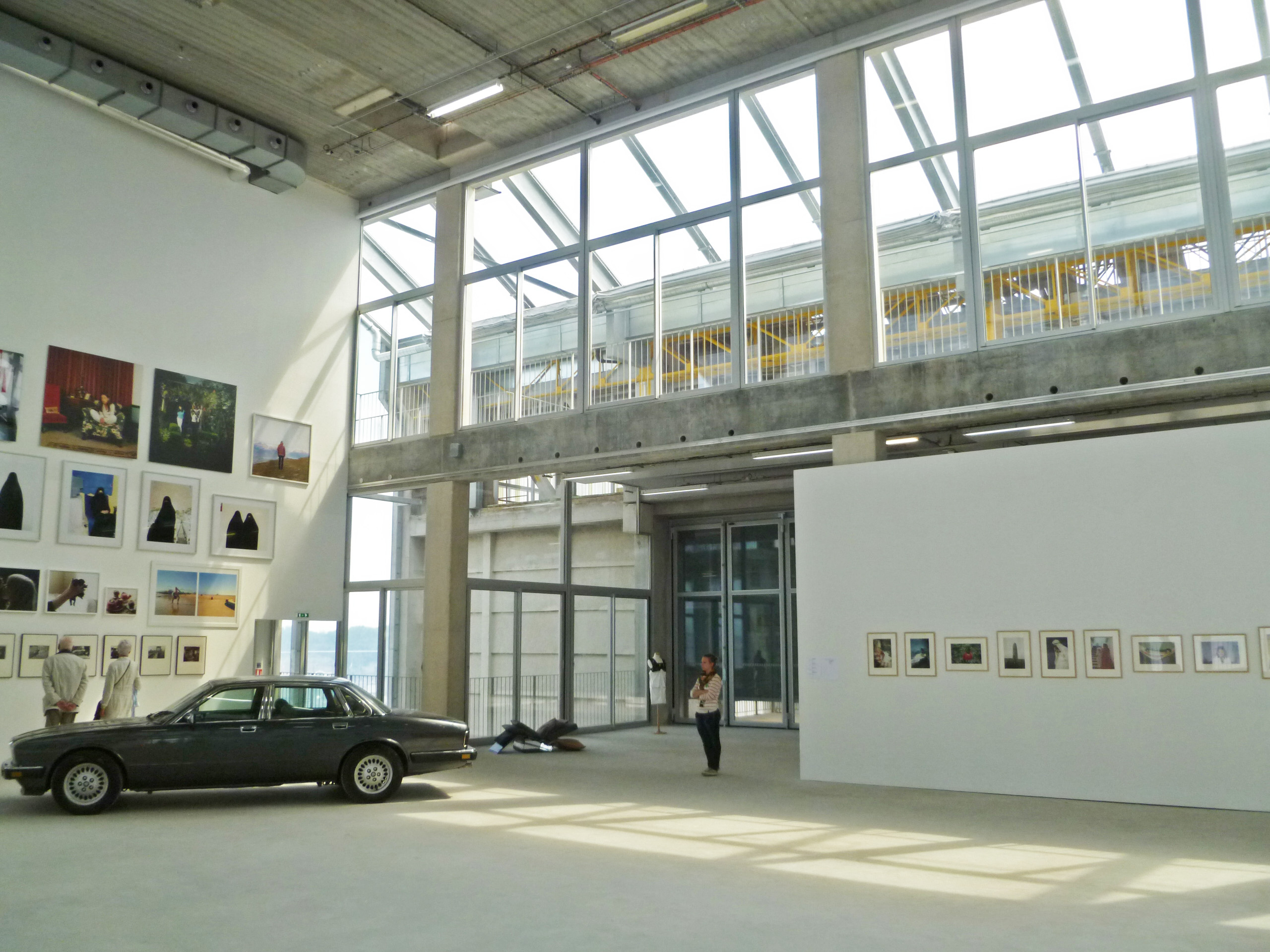
Eine Innenansicht des FRAC in Dünkirchen

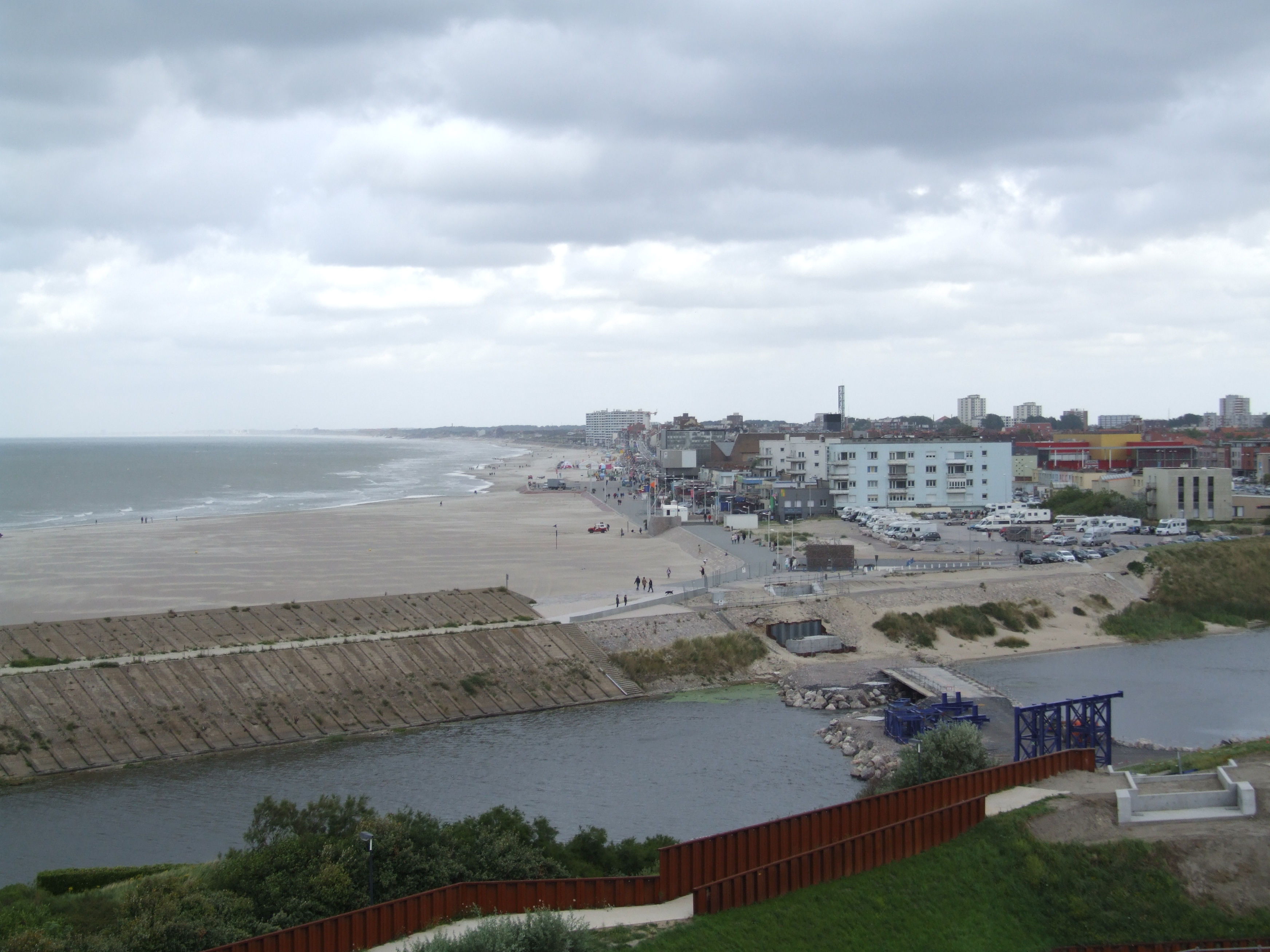
Blick vom FRAC Nord-Pas de Calais auf Malo-les-Bains

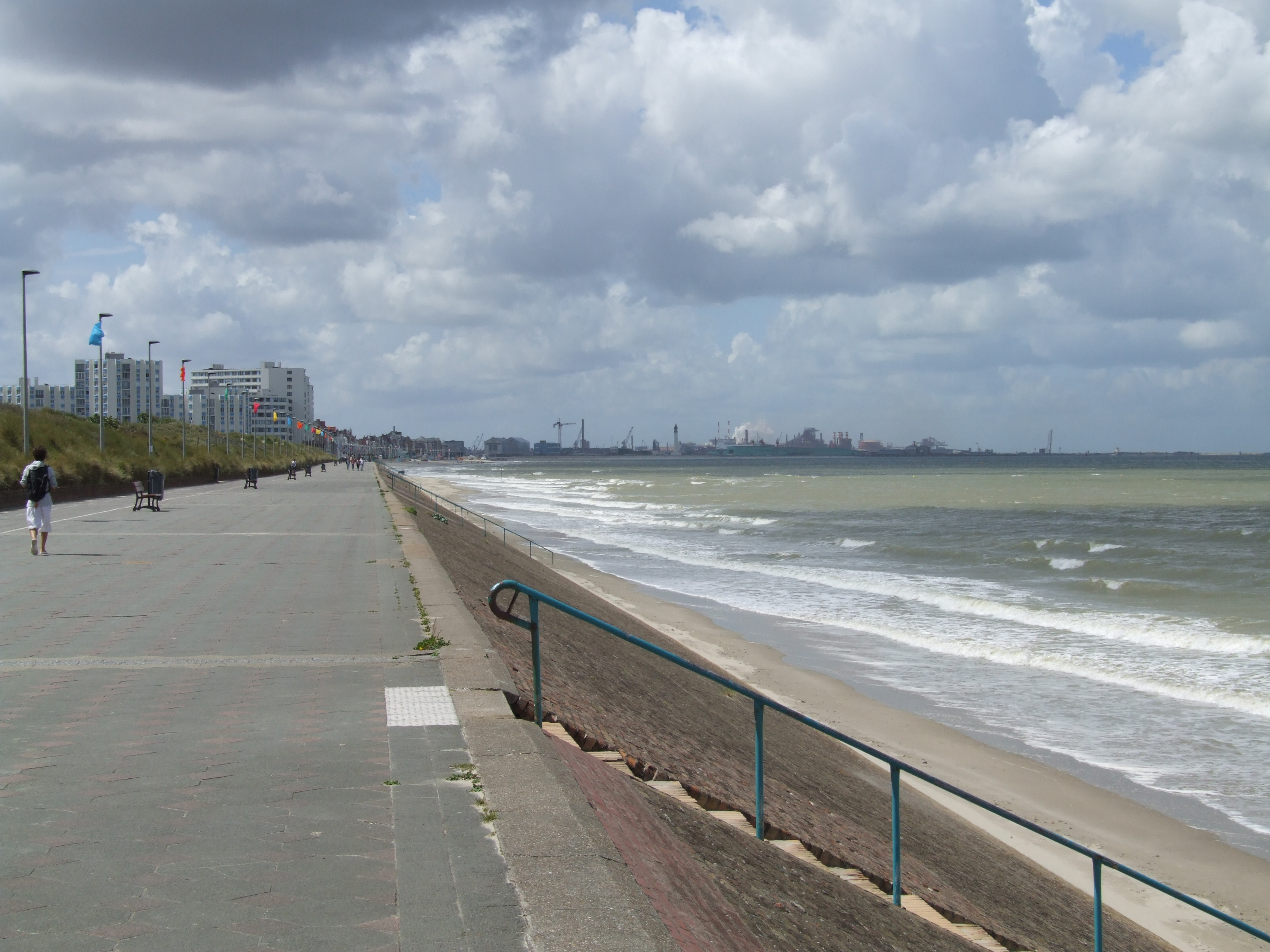
Am Horizont nach dem Ende der Häuserreihe von Malo-les-Bains ist das große Doppelgebäude des FRAC das erste Gebäude in der Skyline des Hafens von Dünkirchen

Der FRAC Nord-Pas de Calais in Dünkirchen ist einer der 23 französischen Fonds régionaux d’art contemporain (deutsch Regionalfonds für zeitgenössische Kunst), kurz FRAC.
Die FRACs sind öffentliche Sammlungen zeitgenössischer bildender Kunst in 23 größeren Städten Frankreichs, in denen auch regelmäßig Ausstellungen aktueller Künstler gezeigt werden. Der FRAC in Dünkirchen wurde für die namensgebende französische Region Nord-Pas-de-Calais eingerichtet. 
Innerhalb Dünkirchens ist der FRAC die jüngste Sammlung nach dem Museum für Schöne Künste Dünkirchen in der Innenstadt, das die alten Kunst zeigt, und dem LAAC zwischen Stadt und Hafen, der die moderne Kunst zwischen 1940 und 1980 zeigt.

## Sammlung
Die 1982 begründete Sammlung umfasste bis 2014 fast 1.500 Kunstwerke und Designobjekte. Zu einer anfänglich großen Kerngruppe von historischen Werken der Arte Povera umfasst sie unter anderem Minimal Art, Konzeptkunst, neuen Realismus, Pop-Art und Fluxus.

## Gebäude
Im Herbst 2013 bezog der FRAC ein Gebäude im Hafengebiet von Dünkirchen im Quartier Grand Large, das die Architekten Lacaton und Vassal entworfen hatten.
Als Basis diente eine aufgegebene Werfthalle, die Halle AP2, die die Architekten wegen des faszinierende Raumerlebnisses weitgehend beibehielten. Daneben wurde in Richtung Nordsee von der Dimension her ein Doppelgänger gebaut. Die Konstruktion der Zusatzhalle, die fünf Ebenen bietet, besteht aus Fertigteilen, was eine flexible und freie Grundrissgestaltung erlaubt. Eine Fußgängerbrücke verbindet beide Bauteile als überdachte Straße entlang der „Innenfassade“ des FRAC. Die alte Halle AP2 kann als Ergänzung der Ausstellungsräume dienen, z. B. für große temporäre Ausstellungen, zur Präsentation großformatiger Kunstwerke oder für öffentliche Veranstaltungen wie Konzerte, Messen, Sport-, Theater- oder auch Zirkusaufführungen.